# HD212385
HD212385 — хімічно пекулярна зоря спектрального класу A3, що має видиму зоряну величину в смузі V приблизно  6,8.
Вона  розташована на відстані близько 366,9 світлових років від Сонця.

## Пекулярний хімічний склад
Зоряна атмосфера HD212385 має підвищений вміст 
Cr
.